# IC 4810
IC 4810 — галактика типу SBcd () у сузір'ї Телескоп.
Цей об'єкт міститься в оригінальній редакції індексного каталогу.